# Rhagonycha fulva
Rhagonycha fulva és una espècie de coleòpter de la família dels cantàrids. Va ser descrit per primera vegada per Giovanni Antonio Scopoli l'any 1763 al seu llibre Entomologia Carniolica amb el nom de Cantharis fulva.

## Etimologia
- Rhagonycha: esdevé del grec rhag (raïm) i onyx (ungla).[2]
- fulva: mot llatí que esdevé de fulvis (daurat, groc).[2]

## Descripció
Els adults d'aquesta espècie mesuren 8-100 mil·límetres de llargària. Les seues antenes són negres i filiformes, encara que ocasionalment el primer segment és taronja, i els ulls prominents. El cap i el pronot és taronja i lluent, amb una notable pubescència visible en el cap. La forma del pronot és variable, però s'estén cap al cap. Els èlitres cobreixen les ales i la major part de l'abdomen i és de color roig fosc i brillant, i finalitza amb una zona negra clarament visible a l'extrem apical, aquesta és una de les seues característiques clau d'identificació. El seu fèmur i tíbia són de color taronja, però els tarsos són negres; el tercer segment del tars és simple i no bilobulat.

## Distribució
És natiu d'Europa i ha sigut introduït a Amèrica del Nord. Habita en praderies i clarianes de boscos on creixen plantes amb inflorescències grans.

## Biologia
En nodrir-se de pol·len i nèctar l'escarabat soldat roig també fa un paper de pol·linitzador, a més a més de controlar la població de certes espècies que poden arribar a convertir-se en plaga, com la blanca de la col (Pieris brassicae), blanqueta de la col (Pieris rapae), pugons, així com d'altres preses de cos tou. Una bona manera d'afavorir la seua presència als camps de cultiu i horts és garantir que tenen una gran font de pol·len.

### Cicle vital
Els adults són presents a l'estiu, principalment sobre grans inflorescències d'apiàcies i asteràcies. Tot el festeig de la còpula el realitzen damunt les flors. A mitjans de primavera, quan la floració és abundant, és quan comença el festeig. A més, s'alimenten d'insectes xicotets i tous, com ara pugons, tot i que també de pol·len, nèctar i peces florals. Durant la còpula, la femella no para d'alimentar-se de pol·len, ja que aquest suposa una font nutricional fonamental per a aquesta enfront de la producció d'ous i la posta. Així, des de mitjans de primavera a finals les femelles presenten un abdomen unflat per la gran quantitat d'ous. La femella pon els ous lleugerament soterrats, i d'aquests eixiran les larves. Aquestes són depredadores, per això només neixen comencen a caçar organismes de cos tou: larves de lepidòpters i dípters com dels seus ous. Així passaran l'hivern alimentant-se. Les larves tenen una forma allargada, formades pel cap i dotze segments ben diferenciats, sovint de color fosc. Presenten tres parells de xicotetes potes, però són de moviments ràpids. Situades al cap tenen unes mandíbules per poder caçar. Habiten els primers centímetres del sòl, sent més actives quan cau la nit. Així, un any i alguns mesos després les larves faran la pupa i es convertiran en individus adults, els quals tenen hàbits diürns.

## Galeria

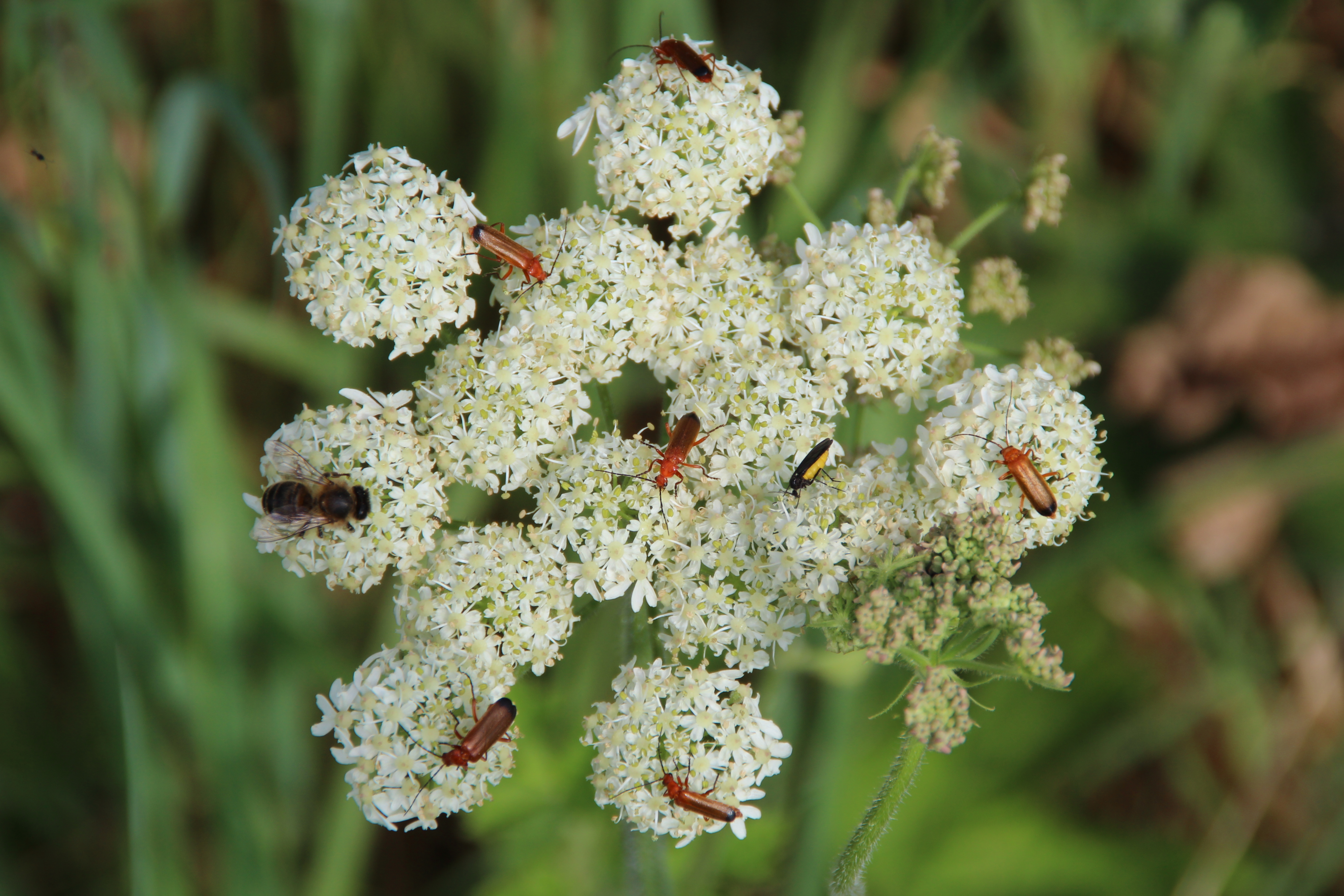
Grup alimentant-se d'una apiàcia
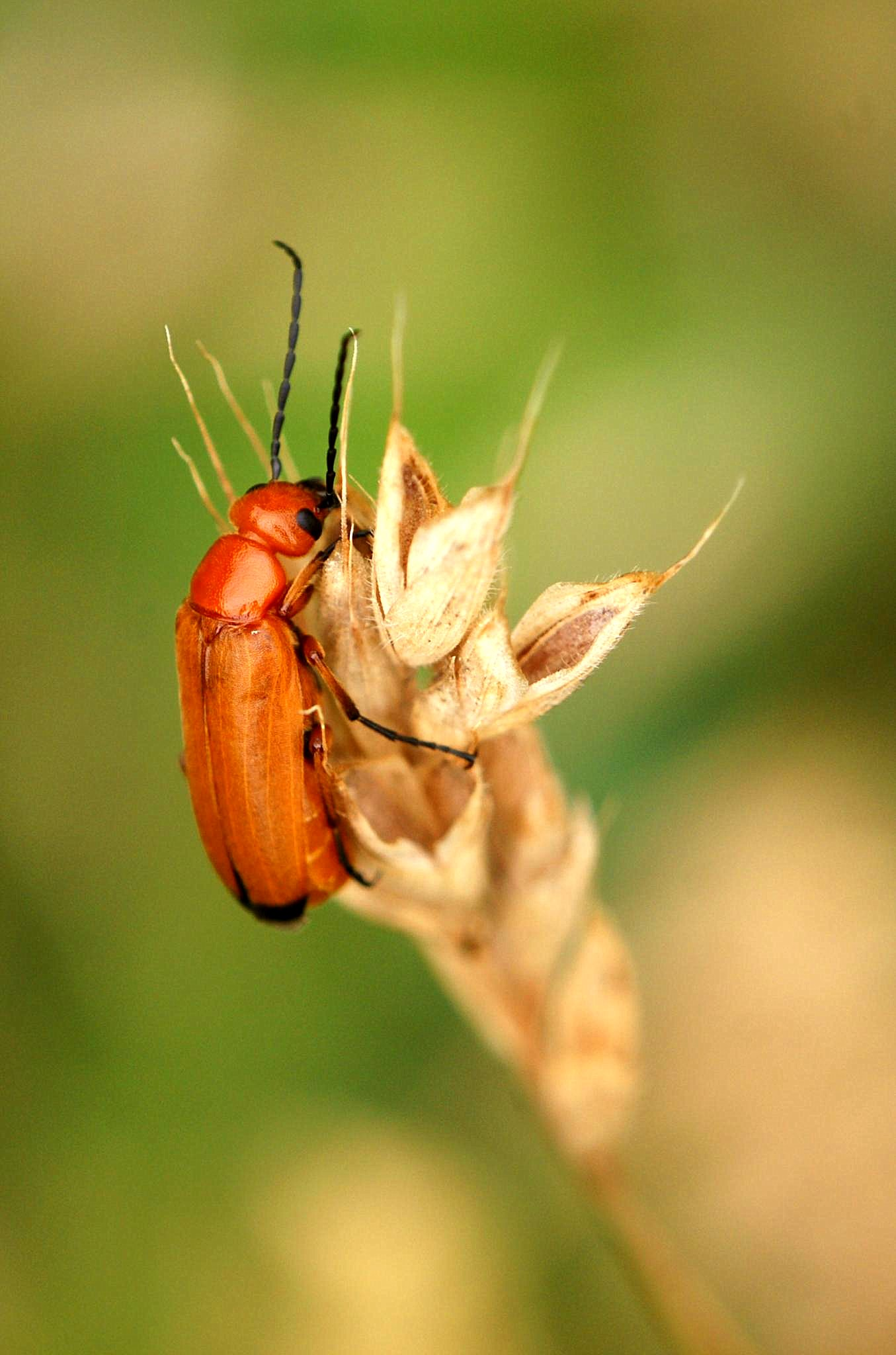
Alimentant-se d'una poàcia
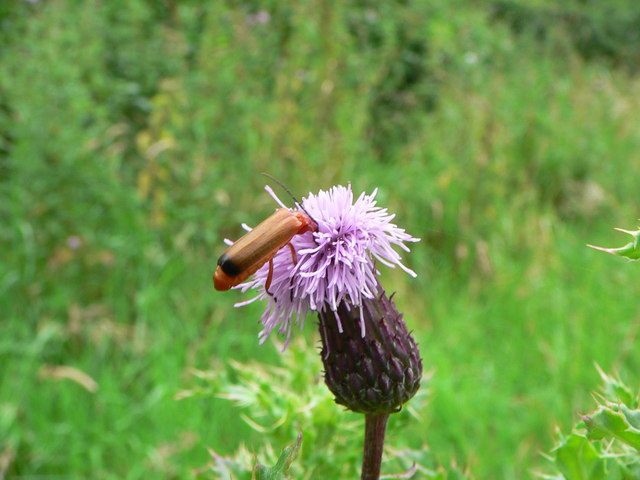
Alimentant-se d'una asteràcia
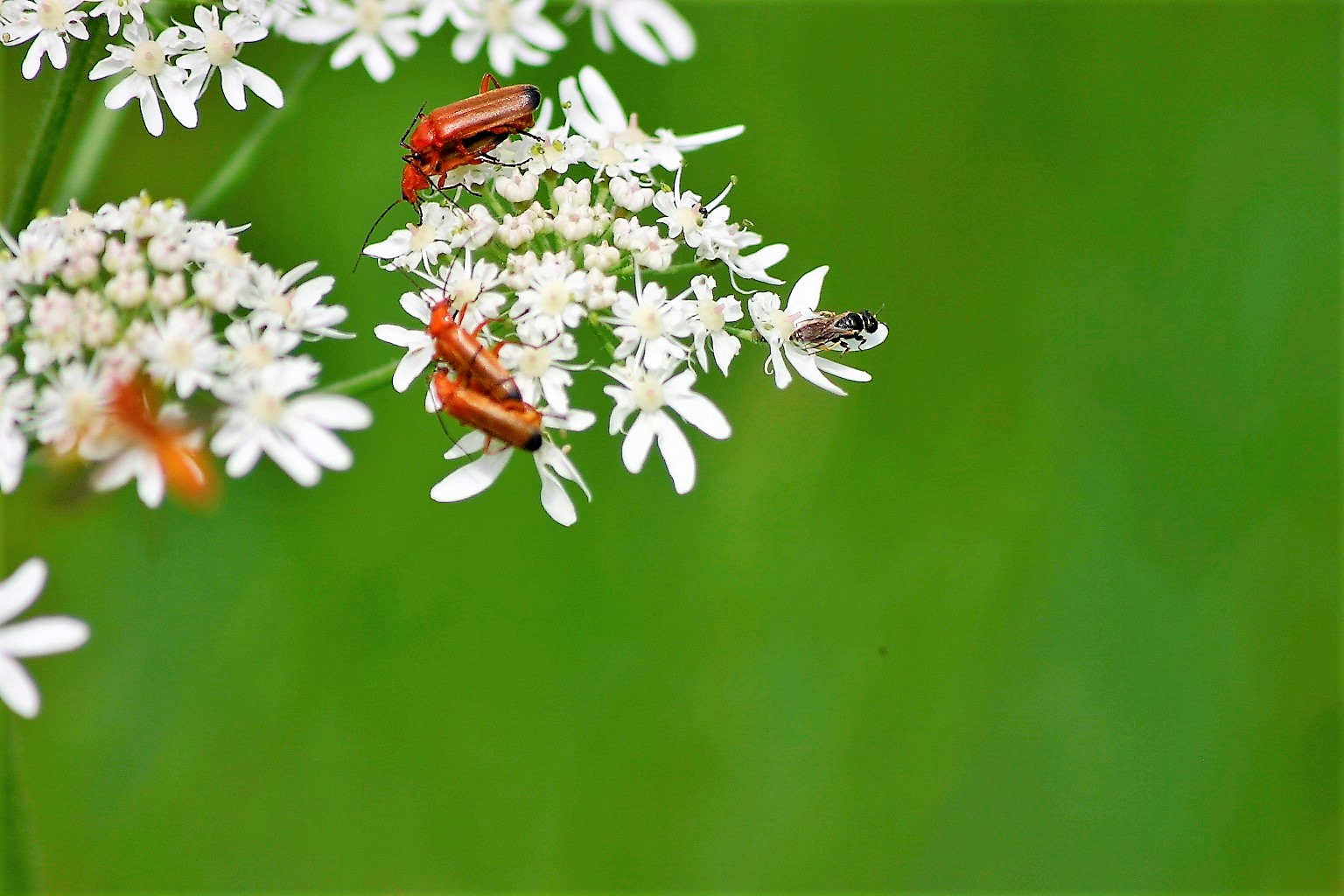
Còpula sobre inflorescència
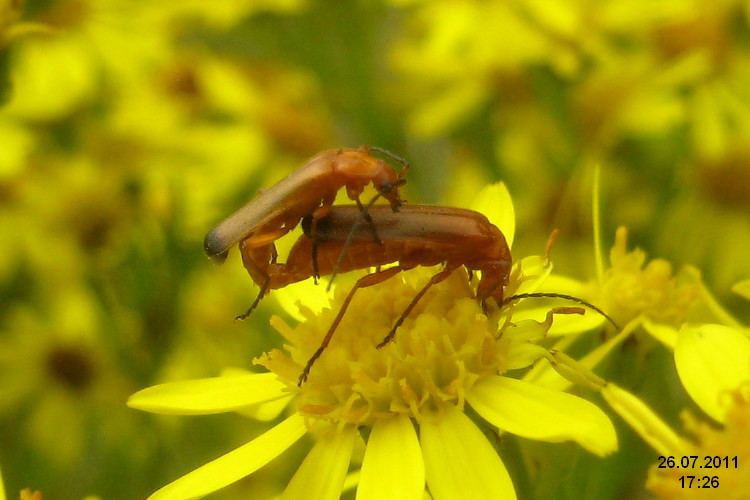
Detall de còpula sobre asteràcia
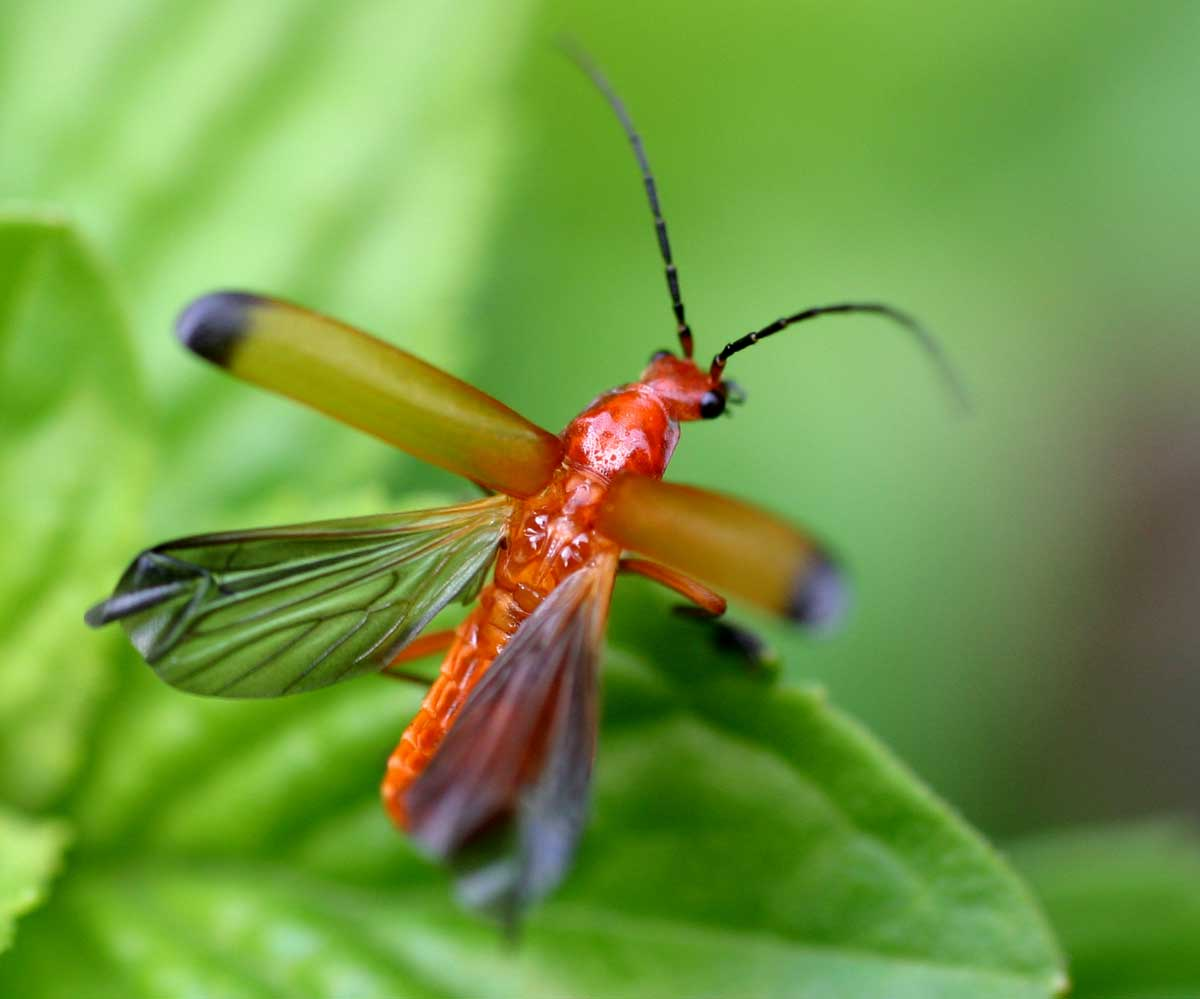

- Còpula
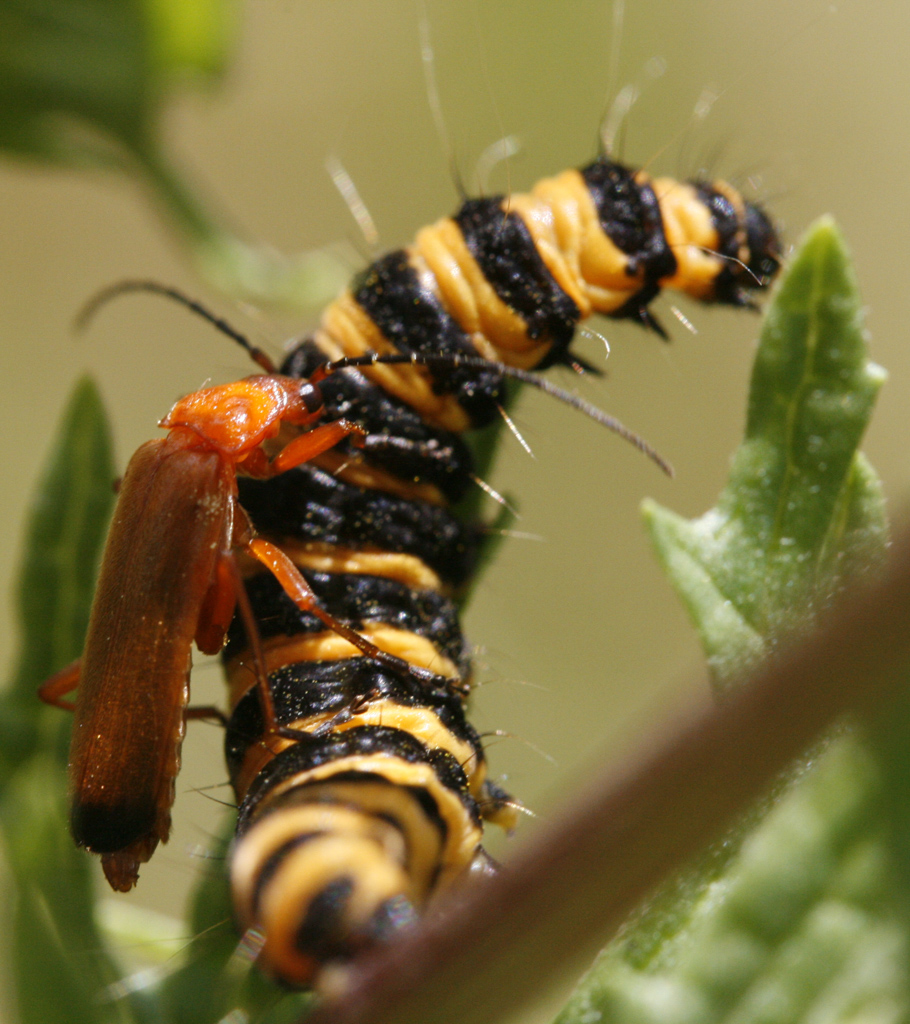
Depredant una eruga d'arna cinabri